# Yoshiro Abe
Yoshiro Abe (阿部 吉朗 Abe Yoshirō, Niihama, 5 de julho de 1988) é um futebolista japonês que atua como atacante. Atualmente joga pelo Matsumoto Yamaga.